# Монгольская национальная библиотека
Монгольская национальная библиотека (монг. Монгол улсын үндэсний номын сан) — крупнейшая и старейшая из сохранившихся библиотека Монголии. Расположена в Улан-Баторе.

## История
Через четыре месяца после Народной революции согласно 3-му пункту постановления 24-го заседания нового правительства от 9 ноября 1921 года было принято решение о создании Учёного комитета Монголии и определены его цели, а 19 ноября он был официально создан. Среди целей Учкома, согласно его уставу, были: «собрание и сохранение рукописей, сутр, диссертаций на учёную степень, а также книг и периодических изданий, публикующихся в Монголии, равно как и значительных зарубежных книг и периодических изданий, для создания народной библиотеки, для эффективного обеспечения читателей вышеупомянутыми материалами, и для обеспечения других публичных библиотек профессиональной методологией, руководством и сведениями».
В Ургу прибыла группа квалифицированных сотрудников ведущих библиотек РСФСР, которые способствовали налаживанию книгообмена с крупнейшими библиотеками Москвы и Ленинграда. О. Жамьян, Ч. Бат-Очир, Д. Дашням и Ц. Ж. Жамцарано создали при Учкоме библиотеку из 2000 своих личных книг. Советские библиографы явились инициаторами составления первого ретроспективного «Библиографического указателя монгольских книг».
24 ноября 1923 года впервые открылся созданный при Учкоме общественный читальный зал; была образована типография. В 1963 году открылся зал научной литературы, в 1981 году — музей редкой и ценной книги. В 2002 году был открыт зал периодики; в 2011 году при финансовой поддержке Всемирного банка библиотекой была запущена программа «Народный посланник» (Ардын Элч), имеющая целью донести книги до кочевников, живущих в труднодоступных регионах, жителей юрточных пригородов Улан-Батора, военнослужащих, заключённых, инвалидов, пенсионеров и не обучающихся в школе детей. В настоящее время Национальная библиотека консультирует порядка 1500 библиотек страны; в год в фонды поступает порядка 7000 новых изданий.

## Здание библиотеки
Изначально собрание Учёный комитет и собрание книг располагались в доме, ранее принадлежавшем русскому купцу Козину. В 1940 году согласно решению руководящего совета Учёного комитета библиотека приобрела самостоятельный статус под именем Государственной публичной библиотеки (Улс нийтийн номын сан). В 1951 году библиотека, получившая к 70-летнему юбилею Сталина его имя, разместилась в современном трёхэтажном здании, построенном по проекту Н. М. Щепетильникова. В этом же здании разместилась Академия наук МНР. На боковом фасаде здания библиотеки расположилась настенная роспись по эскизу Д. Амгалана «Минуя капитализм» (Капитализмыг алгасагч). До 1990 года перед главным входом стоял памятник Сталину; в 2005 году на его месте поставили памятник Б. Ринчену.

## Международное сотрудничество
До начала Второй мировой войны монгольские библиотеки сотрудничали только с советскими библиотеками. С конца 1940 годов они стали активно взаимодействовать с библиотеками других стран, в первую очередь, социалистического лагеря, в том числе: с 1948 года — с библиотеками Венгрии, с 1963 года — с библиотеками Болгарии. В 1965 году библиотека сотрудничала с библиотеками 26 стран мира, используя фонды 49 библиотек. В настоящее время имеет программы книгообмена со 100 библиотеками из 70 стран.
В 2005 году в библиотеке открылся Турецкий читальный зал (1600 изданий, свыше 600 читателей в год); в 2009 году при содействии Корейской национальной библиотеки — Корейский информационный центр (3600 изданий).

## Фонды
- Фонд монгольских рукописей: старомонгольские рукописи и прочие источники, связанные с историей Монголии; родословные князей и ханов; собрания сочинений (сумбумы) монгольских лам; отечественные и зарубежные научные работыи прочие документы, имеющие ценность для науки.
- Фонд монгольской книги: ок. 160.000 книг на монгольском языке, занесённых в электронный каталог.
- Фонд дальневосточного книгопечатания: свыше 100.000 книг на китайском, японском, корейском, вьетнамском и маньчжурском языках.[4]
- Фонд периодики: ок. 200.000 монгольских и иностранных периодических изданий.
- Западный фонд: ок. 600.000 книг на русском, английском, немецком, испанском, болгарском и других европейских языках.
- Тибетский фонд: свыше 1 млн буддийских книг на тибетском языке, в том числе 10 различных изданий Ганджура, среди них: Нартангское, Дергеское, Ургинское, монгольский рукописный канон, «Золотой Ганджур», «Серебряный Ганджур», а также Ганджур, написанный чернилами из девяти видов драгоценных камней. Часть книг из этого фонда оцифрована.

Детская библиотека Улан-Батора, в прошлом отдел Национальной библиотеки, располагает 100.000 книг на монгольском, русском и английском языках.